# نووسارایوو
نووسارایوو (به لاتین: Novosarayevo) یک منطقهٔ مسکونی در روسیه است که در باشقیرستان واقع شده‌است.